# Hayes Microcomputer Products

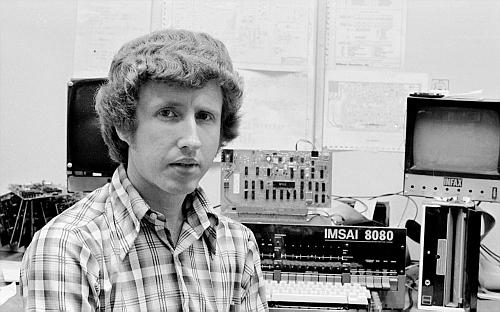
Dale Heatherington mit dem 80-103A an einem PC IMSAI 8080

Hayes Microcomputer Products war ein US-amerikanischer Hersteller für Modems und bekannt für sein Smartmodem. Dennis Hayes und Dale Heatherington gründeten das Unternehmen 1977 in Norcross in Georgia und brachten die ersten Modems für Heimcomputer und PC auf den Markt. Der von ihnen entwickelte AT-Befehlssatz zur Modemsteuerung wurde ein Industriestandard, der heute noch benutzt wird.
Während der 1980er und 1990er Jahre war Hayes eine bekannte Marke, und die Modems des Unternehmens waren für ihre Zuverlässigkeit und Kompatibilität bekannt. In ihren besten Zeiten hatte das Unternehmen einen Marktanteil von über 50 %, und Computermagazine empfahlen ihren Lesern, nur Modems zu kaufen, die den AT-Befehlssatz unterstützten.
Der Abstieg begann, als Hayes es nicht schaffte, gleichzeitig mit anderen Herstellern Modems mit mehr als 2400 Bit/s auf den Markt zu bringen. Das Unternehmen US Robotics füllte diese Lücke und errang ebenfalls den Status einer Top-Marke. Zusätzlich unterboten andere Hersteller die Preise von Hayes. Hayes versuchte, sich durch den Aufkauf von Mitbewerbern wie Practical Peripherals und Cardinal Vorteile zu verschaffen.
Im Alter von 36 Jahren stieg Heatherington aus dem Unternehmen aus und bekam 20 Millionen US-Dollar für seine Anteile an dem Unternehmen.
Als Modems immer mehr zur Massenware wurden und die Gewinnspannen fielen, versuchte Hayes neue Geschäftsfelder zu erschließen, was jedoch fehlschlug. Mitte der 1990er Jahre besaßen viele der Hayes-Produkte nur noch Standardchipsätze und hatten auch sonst nur wenig zu bieten, um sich von der Konkurrenz abzusetzen.
1998 musste Hayes Insolvenz anmelden und wurde liquidiert. Der Markenname wurde im Juli 1999 vom einstigen Konkurrenten Zoom gekauft.

## Smartmodem

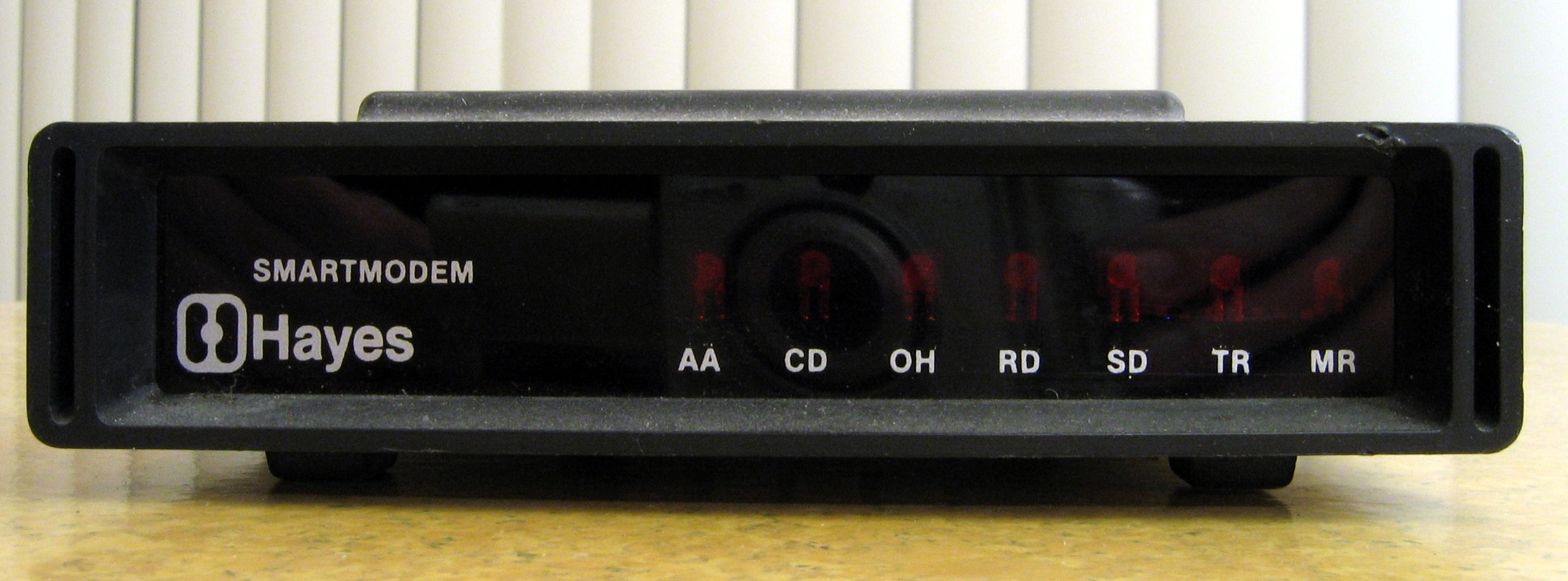
Hayes Stack Smartmodem (1982)

Nach den ersten internen Modem-Karten für S-100-Bus-Computer und den Apple II verlagerte Hayes das Modem in ein externes Gehäuse und nutzte den RS-232-Seriellanschluss. Dies war nur möglich, in dem die Steuerung und Daten über eine Leitung übertragen wurden. Hierzu schufen sie den AT-Befehlssatz.
Das erste als Hayes Stack Smartmodem vermarktete externe Modem kam im April 1981 für etwa 279 Dollar auf den Markt. Die Bezeichnung Stack wurde später verworfen und bezeichnete das stapelbare Gehäuseformat. Eine weitere Innovation war die Verwendung des Mikroprozessors Zilog Z8.
Es folgten eine Reihe von Modellen die höhere Übertragungsgeschwindigkeiten unterstützen, aber Mitte der 1980er Jahre gab es eine ganze Reihe von Wettbewerbsprodukten.